# Gymnastiske øvelser
Gymnastiske øvelser er den betegnelse, man bruger om diverse spring-, kraft-, balance- eller styrkeøvelser, som de forskellige grene af gymnastikken bruger. Her er en liste over disse øvelser inddelt efter den disciplin, de oftest bliver brugt i.

## Grundmotoriske øvelser
- Håndstand – Eller at stå på hænder. Man svinger op på hænder med den kraft, der nu er nødvendig for at finde balancepunktet. Her kan man så bruge sine fingermuskler til at holde balancen.
- Kolbøtte – En rotation henover nakken, som foregår på jorden. Kan både være forlæns og baglæns.
- Vejrmølle – Man svinger sin krop fra stående position sidelæns til en håndstand, hvorefter man lander i udgangspositionen igen.
- Kraftspring
- Araberspring/rondat – Starter på samme måde som vejrmøllen, men ca. halvvejs rundt i springet samler man benene, og drejer kroppen, så man lander modsat den vej, man startede.
- Flikflak – Man laver et araberspring/rondat, og idet man lander, bukker man svagt ned i knæene, hvorefter man ved hjælp af bukket, hopper bagover, og lander med hænderne først ned på fx måtten, sådan at man lander, som man begyndte i araberspringet/rondat. Lige inden man lander med hænderne på måtten, trækker man benene med rundt i bevægelsen. Man svæver altså i mindre end et halvt sekund, før hænderne når måtten, og fødderne lander. HUSK: det er vigtigt at man på intet tidspunkt i flikflakken, bøjer i hoften eller bukker arme og ben.
- Saltomortaler
  - Lukket salto – En enkelt rotation over nakken, som udføres i luften. Kan udføres på mange måder med både tilløb og stående. En lukket salto skal, som navnet antyder, udføres, så man i luften lukker sig sammen, inden man "lukker ud" til landing. Kan laves både forlæns og baglæns.
  - Hoftebøjet salto – Også en enkelt rotation over nakken. Til forskel fra en lukket salto udføres en hoftebøjet med strækte ben, så man kun bøjer omkring hoften. Kan laves både forlæns og baglæns.
  - Strakt salto – Udføres på samme måde som en hoftebøjet og lukket salto, men her ligger man helt strakt i luften fra start til slut. Det kræver en del mere rotation at udføre en strakt salto end både en hoftebøjet og lukket salto. Kan laves både forlæns og baglæns.

## Spring-rytme gymnastik

### Trampetspring
Enkelt-roterende vil sige, at man kun roterer én gang over nakken i luften. Men dertil kan man tilføje et antal rotationer gennem sin horisontale akse, også kaldet skruer. Skruer kan udføres i både lukket, hofte og strakt tilstand, men det mest almindelige er at lave strakt salto med skruer. Skruer øger den vertikale rotation, hvilket giver fare for overrotation, så man ikke lander på benene. De mest almindelige betegnelser er:
- Barani – En salto med 1/2 skrue.
- Jyde Barani – En salto med 1/2 skrue hvor man starter sin rotation for tidligt.
- Full – En salto med 1/1 skrue
- Rudy – En salto med 1 1/2 skruer
- Dobbelt full – En salto med 2 skruer
- Randy – En salto med 2 1/2 skruer
- Trippel full – En salto med 3 skruer
- Quadruppel full eller bare quad – En salto med 4 skruer

Dobbelt-roterende vil sige, at man roterer to gange over nakken i luften. Man roterer direkte videre efter første salto, (imens man stadig befinder sig i luften), og man har derfor altså ingen udlukning før efter anden salto, hvor man lander. Dobbeltroterende spring kræver (ofte) god højde og god rotation. 
- Dobbeltsalto – Høj lukket start salto, efterfulgt af endnu en lukket salto. Dette spring kræver (ofte) god højde og god rotation. Med en ekstrem god rotation kan man godt lave dobbeltsalto på 1 meters højde.
- Dobbelhoftebøjet salto – Høj hoftebøjet start salto, efterfulgt af endnu en hoftebøjet salto. Dette spring kræver god højde og meget god rotation.
- Dobbeltstrakt salto – Høj strakt start salto, efterfulgt af en endnu en strakt salto, hvorefter man lander på benene. Dette spring kræver meget god højde og ekstrem meget rotation. Strakt salto er ikke et de mest normale spring at udføre, da dette spring kræver en vis form for styrke.

Er der skrue i en dobbelt rotation, betegnes den som "in" i første rotation og "out" i anden rotation, fx half in – full out ( halv skrue i første rotation og hel i sidste)
- Barani-in – En barani-in er en dobbelt forlæns saltomortale med en halv skrue i den første rotation.

### Måttespring
- Baglæns salto - Kaldes også "baglænder"- Efter navnet, baglæns salto, foregår dette spring ligesom med en almindelig lukket salto, med den lille forskel, at man gør det bagud i stedet for fremad. Man kan lave en "baglænder" stående eller med tilløb. Ved tilløb skal man lave et araberspring / en rondat, hvor man, når man lander, retter sig op, samtidig med at man "trækker" sig opad med armene. Når man så er på sit højeste, lukker man sig sammen, og kører baglæns over nakken, hvorefter man lander på benene. Dette spring kan også udføres som hoftebøjet eller strakt salto.
- Baglæns skrue  – Ligesom forlæns skruer, men dette skal gøres bagud. Eventuelt et araberspring / en rondat, "trækker" sig op, hvor man skruer det ønskede antal skruer. Baglæns skruer, kan bedst laves, hvis man laver strakt salto.